# Черноротов, Василий Иванович
Васи́лий Ива́нович Черноро́тов (11 февраля 1926, Колыбелка, Воронежская губерния — 20 августа 1983, Москва) — советский гвардии младший сержант, командир отделения 126-го отдельного гвардейского саперного батальона. Полный кавалер Орден Славы (1944, 1944, 1976).

## Биография
Родился 11 февраля 1926 года в селе Колыбелка (ныне — Лискинского района Воронежской области). Окончил 9 классов и курсы механизаторов. Работал трактористом в колхозе. При приближении врага в составе колонны перегнал трактор в тыл, в село Романовка Саратовской области. Там продолжал работать в поле.
В феврале 1943 года был призван в Красную Армию. Прошёл подготовку, освоил специальность сапёра. В боях Великой Отечественной войны с июля 1943 года. Воевал в составе 126-го гвардейского инженерно-сапёрного батальона 120-й гвардейской стрелковой дивизии, к декабрю 1943 года стал командиром отделения.
Гвардии ефрейтор Черноротов отличился в июле-августе 1943 года в боях северо-восточнее города Болхов, где участвовал в прорыве обороны противника на Курско-Орловской дуге и в ходе Брянской операции.
После того, как наши войска форсировали реку Сож и вышли на территорию Белоруссии, 5-10 декабря 1943 года севернее города Рогачёв гвардии ефрейтор Черноротов неоднократно ходил в разведку во вражеский тыл и приносил ценные сведения о противнике. На реке Проня подразделение сапёров расчистило путь для наступающей пехоты. В этом бою Черноротов лично обезвредил несколько вражеских мин, одним из первых сделал десятка полтора проходов в проволочных заграждениях. Под его руководством в короткие сроки была построена переправа через водный рубеж. Был представлен к награждению орденом Славы.
В последующих боях Черноротов не раз проявлял мужество и героизм при выполнении заданий командования. Был вновь представлен к награждению орденом Славы.
В ночь на 24 января 1944 года младший сержант Черноротов в составе разведгруппы полка в районе населённого пункта Виляховка проделал несколько проходов в проволочном заграждении и захватил в плен гитлеровца.
Приказом от 26 января 1944 года гвардии ефрейтор Черноротов Василий Иванович награждён орденом Славы 3-й степени.
Приказом от 11 февраля 1944 года гвардии ефрейтор Черноротов Василий Иванович награждён орденом Славы 3-й степени повторно.
Приказом от 27 мая 1944 года гвардии младший сержант Черноротов Василий Иванович награждён орденом Славы 2-й степени.
В составе своей части сапер Черноротов участвовал в Восточно-Прусской и Берлинской наступательных операциях. После Победы остался в строю. В мирное время его сапёрный взвод освобождал белорусскую землю от мин и снарядов, за что был награждён медалью «За боевые заслуги».
Оставшись в армии, В. И. Черноротов окончил Киевское высшее инженерное радиотехническое училище. В сентябре 1976 года в звании полковника уволен в запас.
Указом Президиума Верховного Совета СССР от 4 мая 1976 года в порядке перенаграждения Черноротов Василий Иванович награждён орденом Славы 1-й степени. Стал полным кавалером ордена Славы.
Жил в посёлке Заречье Одинцовского района Московской области. Скончался 20 августа 1983 года. Похоронен на Кунцевском кладбище в Москве.
Награждён орденами Отечественной войны 2-й степени, Красной Звезды, Славы 3-х степеней, медалями.
В посёлке Заречье на доме, где жил ветеран, установлена мемориальная доска.